# علي أباد كشمر
علي أباد كشمر (بالفارسية: علی‌آباد کشمر) هي قرية تقع في إيران في قسم كنار شهر الريفي. يقدر عدد سكانها بـ 607 نسمة بحسب إحصاء 2016.